# Skoleholder
En skoleholder er en skrive- og læsedygtig person, som før skoleloven af 1814 drev en af de danske skoler. Det var oftest studenter, præste-/degnesønner, der besad dette embede.
En skoleholder var for det meste en mand, dette er dog ikke ensbetydende med, at der ikke forekom kvindelige private lærerinder.
| Job | Spire Denne artikel om et job eller en stillingsbetegnelse er en spire som bør udbygges. Du er velkommen til at hjælpe Wikipedia ved at udvide den. |